# كيري لونش
كيري لونش (بالإنجليزية: Kerry Lynch)‏ هو متزحلق نوردي مزدوج أمريكي، ولد في 31 يوليو 1957 في دنفر في الولايات المتحدة.

## وصلات خارجية
- كيري لونش على موقع الاتحاد الدولي للتزلج (التزلج النوردي المزدوج) (الإنجليزية)
- كيري لونش على موقع أوليمبيديا (الإنجليزية)